# 那梭镇
那梭镇，是中华人民共和国广西壮族自治区防城港市防城区下辖的一个乡镇级行政单位。

## 行政区划
那梭镇下辖以下地区：
那梭社区、东山村、那钦村、平木村、稔稳村、炮台村、那梭村、那夏村、那富村和滩浪村。